# Peneleos
Peneleos (griechisch Πηνέλεως Pēnéleōs, lateinisch Peneleus), der Sohn des Hippalkimos und der Asterope, war in der griechischen Mythologie König von Theben. Er war der Vater des Opheltes. Peneleos nahm an der Argonautenfahrt teil und war einer der Freier der Helena.
Nachdem Thersandros, der König von Theben, im ersten Kriegszug gegen Troja gestorben war, übernahm Peneleos als Vormund des noch jungen Teisamenos, Sohn des Thersandros, die Regierungsgeschäfte. Außerdem wurde er zusammen mit Leitos zum Anführer der Böoter für den zweiten Kriegszug gewählt. Im Kampf um Troja tötete er Ilioneus, den Sohn des Phorbas, und Lykon. Danach wurde er vom Speer des Polydamas an der Schulter getroffen. Über sein weiteres Schicksal gibt es zwei verschiedene Versionen: Laut Quintus von Smyrna, Dictys Cretensis und Pausanias wurde er von Eurypylos, dem Sohn des Telephos, erschlagen. Bei Triphiodoros hingegen wird er unter den im Trojanischen Pferd versteckten Helden genannt, und Vergil erwähnt ihn bei der Eroberung Trojas, wo er Koroibos, den Sohn des Mygdon, am Altar der Göttin Athene tötete.
Teisamenos folgte ihm in der Herrschaft über Theben.